# رود مارکوئز
رود مارکوئز رودی است که به دریاچه پوپو می‌ریزد. این رود از کشور بولیوی می‌گذرد.